# Cassiův purpur

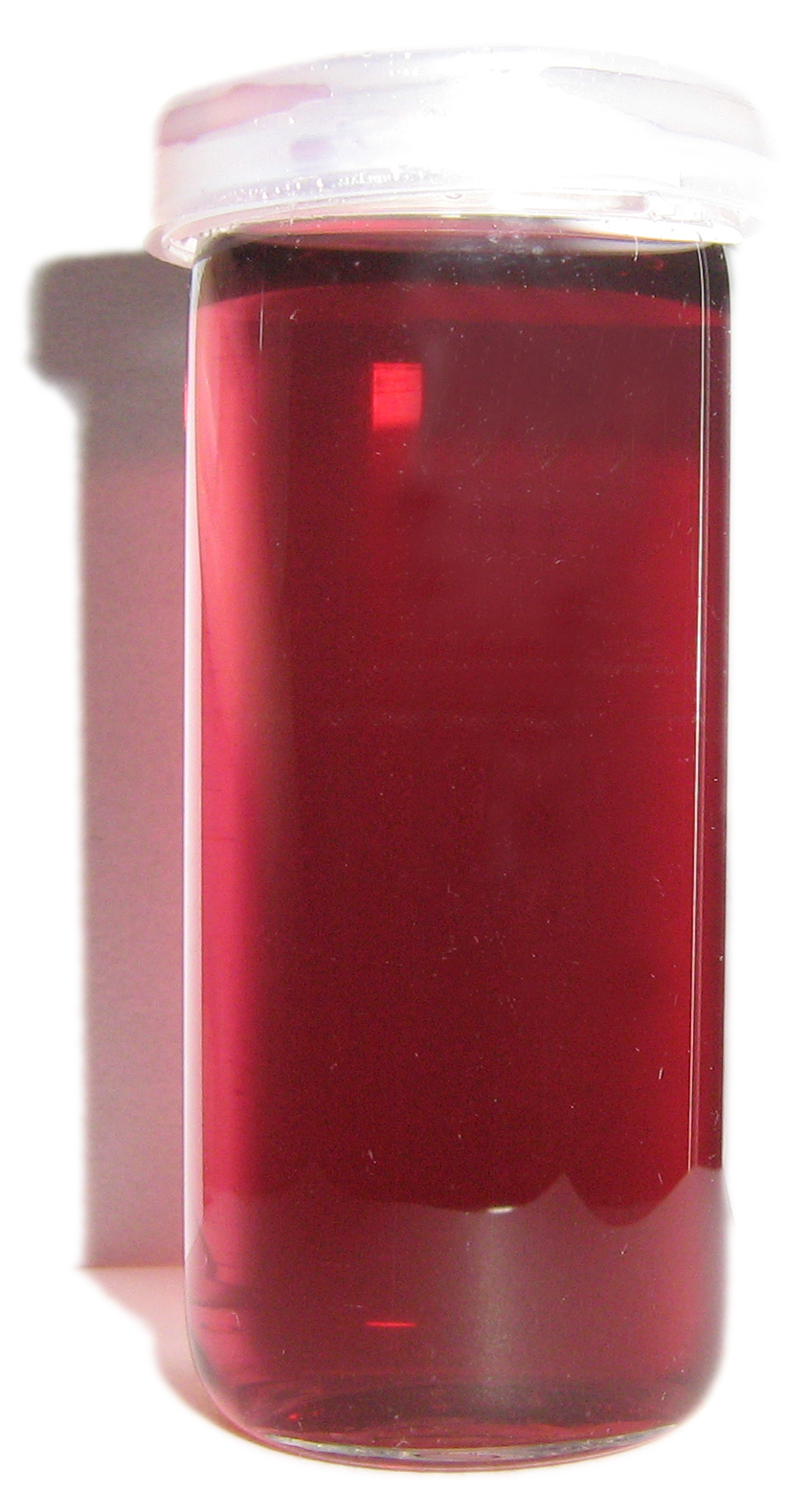
Koloidní Cassiův purpur

Cassiův purpur (také zlatý purpur či Cassiovo zlato) je purpurový pigment, který vzniká reakcí soli zlata s chloridem cínatým. Používá se k barvení skla do červena, ale také jako průkaz přítomnosti zlata v chemických testech. Poprvé jej připravil v roce 1673 německý lékař Andreas Cassius v Hamburku.
Příprava této látky zahrnuje rozpuštění zlata v lučavce královské, následně zreaguje s roztokem SnCl2. Chlorid cínatý vyredukuje z chlorozlatité kyseliny, která vznikla rozpuštěním zlata v lučavce královské, elementární zlato ve formě koloidních částeček, které jsou stabilizovány SnO2.
Cassiův purpur se užíval k výrobě rubínově červeného skla, při zdobení porcelánu, přípravě glazur a emailů. Rubínové sklo bylo později nahrazováno levnějším sklem obsahujícím selen.